# Гюльчатай
Гюльчата́й — персонаж художественного фильма «Белое солнце пустыни».
Изначально роль предлагалась Ирине Печерниковой (её кандидатура была предложена ассистенткой режиссёра), но, прочитав сценарий, она отказалась, о чём впоследствии сожалела. В дальнейшем роль Гюльчатай играли две юные актрисы: сначала это была Татьяна Денисова из Московского циркового училища, затем её сменила Татьяна Федотова из Ленинградского балетного училища. Федотова не была профессиональной актрисой и в поле зрения ассистента режиссёра попала совершенно случайно, прогуливая уроки. Как отмечает Е. Андреева: «Если бы Танечка не сбежала с уроков, у Гюльчатай было бы совсем другое личико».
Озвучивала роль Надежда Румянцева. В театральных постановках «Белого солнца пустыни» роль Гюльчатай исполняли Мехрангиз Гасанова, Алсу Густова и другие артистки оперы и балета. Несмотря на свою эпизодичность, персонаж запомнился зрителям и стал весьма популярен: так, например, именем Гюльчатай был назван один из кратеров Венеры.

## Описание персонажа
Гюльчатай — четырнадцатилетняя девушка-подросток; как отмечает Л. М. Будяк, фактически полуребёнок; она имеет статус младшей жены в гареме Абдуллы — кочующего лидера местного отряда басмачей, матёрого, законченного злодея (каким он предстаёт в прокатной, существенно урезанной цензурой версии фильма). Абдулла, спасаясь от преследующей его красной кавалерии, бросает гарем. Красный командир Рахимов временно оставляет женщин на попечении красноармейца Сухова и молодого бойца Петрухи.
Как отмечает культуролог А. Гоконаева, стереотипный образ русской женщины представлен в фильме ролью Екатерины Матвеевны. Если она символизирует русский дом, семейный очаг, то Гюльчатай выступает символом восточного гарема, который в культурном сознании нередко рассматривался как признак недостаточной цивилизованности в исламских обществах.
Петруха, который, судя по всему, ненамного старше Гюльчатай, настойчиво добивается её руки. Он испытывает страстное желание увидеть лицо девушки — бывшей жены басмача, облик которой скрыт под паранджой. Как отмечают С. Н. и О. С. Якушенковы, эта безликость восточной женщины манит русского парня, заставляет его полюбить обезличенный образ восточной красавицы. Но диалога между ними нет, и счастливому браку так и не суждено случиться: Абдулла, захваченный в плен Суховым, воспользовавшись наивностью юной Гюльчатай, обманом освобождается из плена и душит её, а затем, переодевшись в её одежды, штыком закалывает Петруху, в очередной раз подошедшего свататься.

## Воплощение образа на экране
В начале июля 1968 г. были найдены актёры на роли Верещагина, Катерины Матвеевны и Гюльчатай. Актрису на роль Гюльчатай — Татьяну Денисову — нашёл в Московском цирковом училище ассистент режиссёра Николай Конюшев. В дни съёмок между Татьяной Денисовой и её ровесником Николаем Годовиковым (исполнявшим роль Петрухи) завязался трогательный роман, поэтому их в те дни можно было часто видеть вместе. Киновед И. А. Мусский характеризует их роман как отнюдь «не киношный».
Татьяна Денисова была в то время студенткой циркового училища, и после четырех месяцев съёмок, получив выгодный контракт с собственным цирковым номером, не смогла отказаться: в кино она играла эпизодическую роль в фильме, который вот уже больше года подвергался всяческим поправкам (сценарий, роли, актёрский состав и т. д.), а в цирке перед ней открывались более привлекательные и реальные перспективы. Это и определило её уход, который, в свою очередь, привёл к тому, что ассистенты режиссёра искали в школах и институтах Ленинграда девушку, которая вписывалась бы в уже созданный образ. Поскольку на поиски замены времени уже не оставалось, ассистенты режиссёра решили одеть в паранджу Гюльчатай Татьяну Федотову. 18 мая 1969 г. съёмочная группа вылетела на место съёмок. Федотова впервые появилась на съёмочной площадке фильма в конце декабря 1968 г., заменив актрису, исполнявшую до этого роль Зарины. Федотова побывала на съёмочной площадке пару раз, после чего про неё попросту забыли. Вновь вспомнили тогда, когда из фильма внезапно ушла исполнительница роли младшей из «жён Абдуллы» — Татьяна Денисова. Обнаружил Федотову в Ленинграде Н. С. Конюшев при случайных обстоятельствах, встречая знакомую девушку из балетного училища имени Вагановой). Федотова согласилась прийти в студию «Ленфильм», где сразу была утверждена на роль Зарины. Эти съемки, проводимые безвыездно, в павильоне киностудии, не потребовали от студентки больших усилий — она не прерывала учёбу. В роли Гюльчатай Федотовой предстояла длительная отлучка из города, как раз накануне экзаменационной сессии. Директор училища оказался большим любителем кинематографа и распорядился засчитать успешно пройденными экзамены.

## О съёмках фильма
В связи с этой перестановкой не обошлось без курьёзов, которые прошли незамеченными для режиссёров монтажа. В фильме эпизод с гибелью Гюльчатай выглядит так: девушка с открытым лицом наливает в кувшин воду из ведра, затем, накинув на лицо паранджу, бежит в подвал на зов своего мужа — «эксплуататора». В действительности же воду наливала одна Гюльчатай (Федотова), а погибала в руках Абдуллы другая — предыдущая — исполнительница роли Гюльчатай (Денисова).
Жаркая погода под Махачкалой, где снимали около половины натурных сцен, приводила к тому, что актрисы буквально падали в обморок. По этой причине режиссёр картины Владимир Мотыль иногда разрешал заменять в кадре женщин, играющих роли жён Абдуллы, похожими по комплекции солдатами-кавалеристами 11-го отдельного кавалерийского полка «Мосфильма», переодетыми в восточные женские одежды.
28—31 мая и 1 июня съёмки не проводились из-за плохой погоды. Часть группы отправилась в город развлечься: Николай Годовиков и Татьяна Федотова зашли в парк отдыха, где устраивались танцы. Местные жители стали предлагать Годовикову деньги, чтобы тот продал Федотову. Годовиков и его знакомый, когда-то занимавшийся боксом, вступили в драку и отбили Федотову.
Эпизоды с неуверенными попытками Петрухи познакомиться с Гюльчатай были продиктованы кинематографическим и театральным приёмом, когда маска непременно прячет под собой некое зло и в решающий момент под ней оказывается отрицательный персонаж — в кульминационный момент фильма чадрой как маской воспользовался злодей Абдулла.
По словам Татьяны Федотовой, роль Гюльчатай в фильме «Белое солнце пустыни», ставшая единственной её ролью в кино, имела для её дальнейшей жизни не только положительные, но и отрицательные последствия, хотя особого актёрского таланта, по её мнению, для этой роли не потребовалось:

Честно говоря, в том, что и как я сыграла, ничего особенного нет. Мне даже странно слышать, когда говорят: «Ах, как вы хорошо сыграли Гюльчатай!».
 Да, определённое актёрское мастерство у меня уже было, а остальное я себе представила, вообразила…